# Ulosa scariola
Ulosa scariola är en svampdjursart som först beskrevs av Jean-Baptiste Lamarck 1814.  Ulosa scariola ingår i släktet Ulosa och familjen Esperiopsidae. Inga underarter finns listade i Catalogue of Life.